# Talk Talk
Talk Talk è stato un complesso musicale britannico fondato da Mark David Hollis, in attività dal 1981 al 1992.
Noti con singoli quali It's My Life e Such a Shame, i Talk Talk sono passati dal suono synth pop degli esordi a composizioni più complesse che anticipano di qualche anno il post-rock. Proprio per tali ragioni, l'insolito percorso della band è stato definito "una delle carriere più schizofreniche della storia del rock".

## Storia del gruppo

### Gli esordi
Il complesso si formò a Londra nel 1981 dalle ceneri dei Reaction, duo punk composto da Mark Hollis e dal fratello Ed, che nel 1979 era comparso con un pezzo in una compilation dell'etichetta discografica Beggars Banquet, grazie all'unione dei due insieme a Paul Webb al basso (nato il 16 gennaio 1962) e Lee Harris (nato il 20 luglio 1962) alla batteria. Il fratello di Hollis lasciò la band poco tempo dopo, venendo sostituito dal tastierista Simon Brenner.
Dopo un'iniziale fiducia della Island Records che aveva permesso loro di produrre alcuni demo, i Talk Talk ottennero un contratto con la EMI, etichetta discografica per la quale realizzarono il primo album The Party's Over, prodotto da Colin Thurston, già produttore dei Duran Duran, band della quale nel 1982 aprivano i concerti durante il tour britannico.
Dal disco furono estratti i singoli Today e Talk Talk, caratterizzati dalla corrente synth-pop, dominate da tastiere e sintetizzatori. In seguito, Brenner e il produttore Thurston abbandonarono il progetto; ciò portò il quartetto ad essere composto essenzialmente dai tre elementi storici ai quali si aggiunse un quarto componente, Tim Friese-Greene, produttore, tastierista e compositore.

### It's My LifeeThe Colour of Spring: il successo
Successivamente alla pubblicazione del singolo My Foolish Friend, i Talk Talk pubblicarono il loro secondo album, It's My Life, scritto durante il 1983 e licenziato dalla EMI nel 1984. L'omonimo singolo It's My Life e il successivo Such a Shame (ispirato al libro L'uomo dei dadi, in originale The Dice Man, scritto da Luke Rhinehart, pseudonimo di George Cockcroft) riscossero un successo inferiore alle aspettative in Gran Bretagna, ma consentirono al complesso di entrare nelle classifiche degli Stati Uniti d'America e di spopolare nell'Europa continentale. In questo periodo il quartetto si avvalse anche dell'aiuto di alcuni turnisti. Anche l'estetica della band ebbe una rilevanza, grazie ai video di Tim Pope, particolarmente noti in Italia, e alle copertine disegnate da James Marsh.
Dopo due anni di concerti e lavoro in studio, nel 1986 venne pubblicato The Colour of Spring, il loro terzo album. Il disco rappresentò l'inizio della trasformazione per il complesso: conteneva infatti sia elementi del pop elettronico dei primi due album, sia elementi del rock-jazz dei lavori seguenti. La famiglia degli strumentisti si era allargata e prendevano parte alle incisioni anche nomi prestigiosi: Steve Winwood all'organo, David Rhodes alla chitarra, Morris Pert alle percussioni. I brani più famosi tratti da questo disco furono Living in Another World, trascinata dalla batteria di Harris e dall'organo di Winwood, e Life's What You Make It, il primo singolo, che portò la band come ospite a Sanremo, alla 36ª edizione del Festival della Canzone Italiana. I brani April 5th e Chameleon Day spiccavano nell'intero disco grazie alla contaminazione jazz che li contraddistingueva. Hollis in quell'occasione cantava con un filo di voce, da crooner estemporaneo, totalmente estraneo agli stilemi dell'epoca.
Il disco risultò essere il più venduto del quartetto, promosso anche da un grosso tour finanziato dalla loro etichetta discografica, la EMI.

### Cambio di stile:Spirit of Eden
Durante il 1987, la band tornò al lavoro per la composizione e l'incisione del suo quarto album. Durante questa fase, Hollis comunicò all'etichetta discografica EMI l'intenzione di voler pubblicare il disco senza alcuna promozione, né tramite singoli né attraverso concerti dal vivo. All'uscita dell'album, intitolato Spirit of Eden, il successo commerciale fu solo tiepido nonostante i consensi da parte della critica, che aveva ben accolto il disco composto da tracce lunghe e lontane dagli standard pop del periodo, orientandosi prevalentemente verso il genere jazz sperimentale.
Scontenta dei risultati di vendita del lavoro, la EMI ritoccò appositamente una delle tracce del disco, I Believe in You, creandone una versione maggiormente assimilabile al grande pubblico e più radiofonica, all'insaputa e contro il volere del quartetto, che comunque non ottenne grande successo. In seguito a ciò, il complesso citò in giudizio la EMI, che fece altrettanto con i quattro musicisti poiché, a suo dire, non avevano rispettato i termini del contratto.
Il rapporto tra il complesso dei Talk Talk e l'etichetta si deteriorò, portando alla cessazione del loro contratto, non prima della pubblicazione della prima raccolta della band, Natural History - The Very Best of, il loro album di maggior successo commerciale in Regno Unito dove raggiunse la terza posizione in classifica, e di un album di remix, History Revisited - The Remixes, dal successo moderato. Le due raccolte sono state pubblicate rispettivamente nel 1990 e nel 1991.

### Il passaggio alla Polydor, l'ultimo disco e lo scioglimento
Successivamente alla scissione tra il quartetto e l'etichetta che aveva portato i Talk Talk al successo, il complesso firmò un contratto con la Polydor. Nello stesso periodo, tuttavia, Webb abbandonò la formazione lasciando registrare a Hollis, Harris e Friese-Greene il quinto disco di inediti insieme ad altri strumentisti.
Pubblicato nel 1991 con il titolo Laughing Stock, il loro quinto album, che segnò il definitivo passaggio della band al genere post rock, del quale si è rivelato essere un precursore, non riscosse il successo dei precedenti dischi.
Il complesso si sciolse nel 1992, permettendo ai componenti di intraprendere carriere alternative.

### Attività dei componenti dopo l'estinzione della band
Dopo lo scioglimento dei Talk Talk, Harris e Webb si sono riuniti dando vita a un altro complesso musicale, gli .O.rang, mentre Mark Hollis, dopo alcuni anni di silenzio, ha prodotto nel 1998 un album omonimo col quale ha proseguito la sua carriera, per poi ritirarsi definitivamente dal mondo della musica nel 2001. Friese-Greene ha continuato a produrre con lo pseudonimo di Heligoland, perennemente legato alla sperimentazione.
Anche successivamente allo scioglimento della band, le etichette discografiche con le quali hanno lavorato hanno ristampato anche su formato compact disc i dischi del quartetto dei Talk Talk e pubblicato un disco registrato dal vivo durante gli anni ottanta, London 1986, e ulteriori raccolte dei loro principali successi.
Mark Hollis è morto il 25 febbraio 2019 all'età di 64 anni.

## Stile musicale
I Talk Talk si sono dapprima votati a un'atipica new romantic, come conferma ad esempio il synth pop esistenziale e malinconico dell'album It's My Life (1984), virando poi verso un "post-pop ambientale" che miscela elementi sperimentali, jazz e classici precorrendo il movimento post-rock. Durante questa seconda fase di carriera, il gruppo ha rinunciato alla forma canzone abbracciando lo slowcore: stile di cui sono considerati pionieri. Sono anche citati fra gli antesignani del post-rock e classificati come gruppo di new wave, rock sperimentale e rock progressivo.

## Formazione
- Mark David Hollis - voce, chitarra, pianoforte (1981-1992) (deceduto nel 2019)
- Lee Harris - batteria (1981-1992)
- Paul Webb - basso (1981-1991)
- Simon Brenner - tastiere (1981-1983)
- Tim Friese-Greene - tastiere (1983-1992)

## Discografia

### Album in studio
- 1982 - The Party's Over  (EMI)
- 1984 - It's My Life    (EMI)
- 1986 - The Colour of Spring  (EMI)
- 1988 - Spirit of Eden  (EMI)
- 1991 - Laughing Stock  (Polydor)

### Album live
- 1999 - London 1986
- 2023 - Force of Nature

### Raccolte
- 1984 - It's my Mix
- 1985 - Mini LP
- 1990 - Natural History: The Very Best of Talk Talk
- 1991 - History Revisited: The Remixes
- 1997 - The Very Best of Talk Talk
- 1998 - Asides Besides
- 2000 - 12X12 Original Remixes
- 2000 - The Collection
- 2001 - Missing Pieces
- 2003 - The Essential
- 2003 - Time It's Time
- 2003 - Introducing...Talk Talk
- 2011 - Essential
- 2013 - Natural Order

### Singoli
- 1982 - Mirror Man
- 1982 - Talk Talk
- 1982 - Today
- 1982 - Talk Talk (ristampa)
- 1983 - Another Word
- 1983 - My Foolish Friend (solo su singolo e in raccolte)
- 1984 - It's My Life
- 1984 - Such a Shame
- 1984 - Dum Dum Girl
- 1984 - Tomorrow Started (Live) (pubblicato in Olanda)
- 1984 - Why Is It So Hard?[18] (nella colonna sonora del film First Born)
- 1985 - It's My Life (ristampa)
- 1986 - Life's What You Make It
- 1986 - Living in Another World
- 1986 - Give It Up
- 1986 - I Don't Believe in You
- 1988 - I Believe in You
- 1990 - It's My Life (seconda ristampa)
- 1990 - Such a Shame (ristampa)
- 1991 - After the Flood
- 1991 - New Grass
- 1991 - Ascension Day